# Taiji, Wakayama
Taiji (japanska: 太地町?, Taiji-chō) är en landskommun i Wakayama prefektur i Japan. Taiji är den minsta kommunen i Wakayama eftersom den inte, till skillnad från andra kommuner, har slagits ihop med andra orter sedan 1889 då byn Moriura slogs ihop med Taiji. Staden, eller snarare dess valjakt (valslakt) har under senare år fått stor och negativ uppmärksamhet genom filmen The Cove.  

## Historik
Taiji är främst känd som en "valstad". 

## Delfinslakten och The Cove
I filmen The Cove, som vunnit ett flertal filmpriser, visas stadens brutala delfinjakt (delfinslakt) som årligen sker september till mars. 

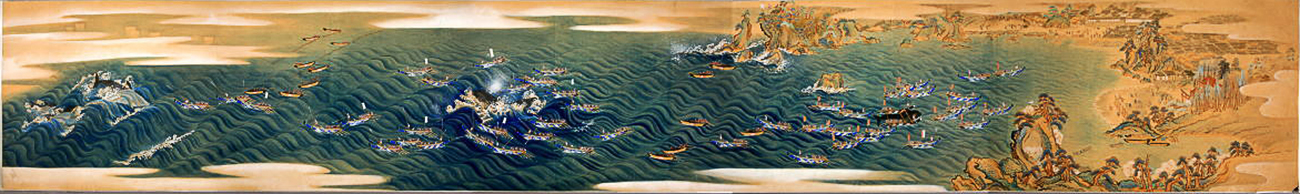
Traditionell valjakt i Taiji

## Oro för kvicksilver
2010 togs hårtester från 1137 ortsbor i Taiji för att testa om de hade för höga halter av kvicksilver. Testerna utfördes av National Institute for Minamata Disease (NIMD). 

## Systerstäder
- Hakuba, Nagano (Japan), sedan 1984

## Kända personer från Taiji
- Kiwako Taichi (1943–1992), skådespelare